# Gösta Mittag-Leffler

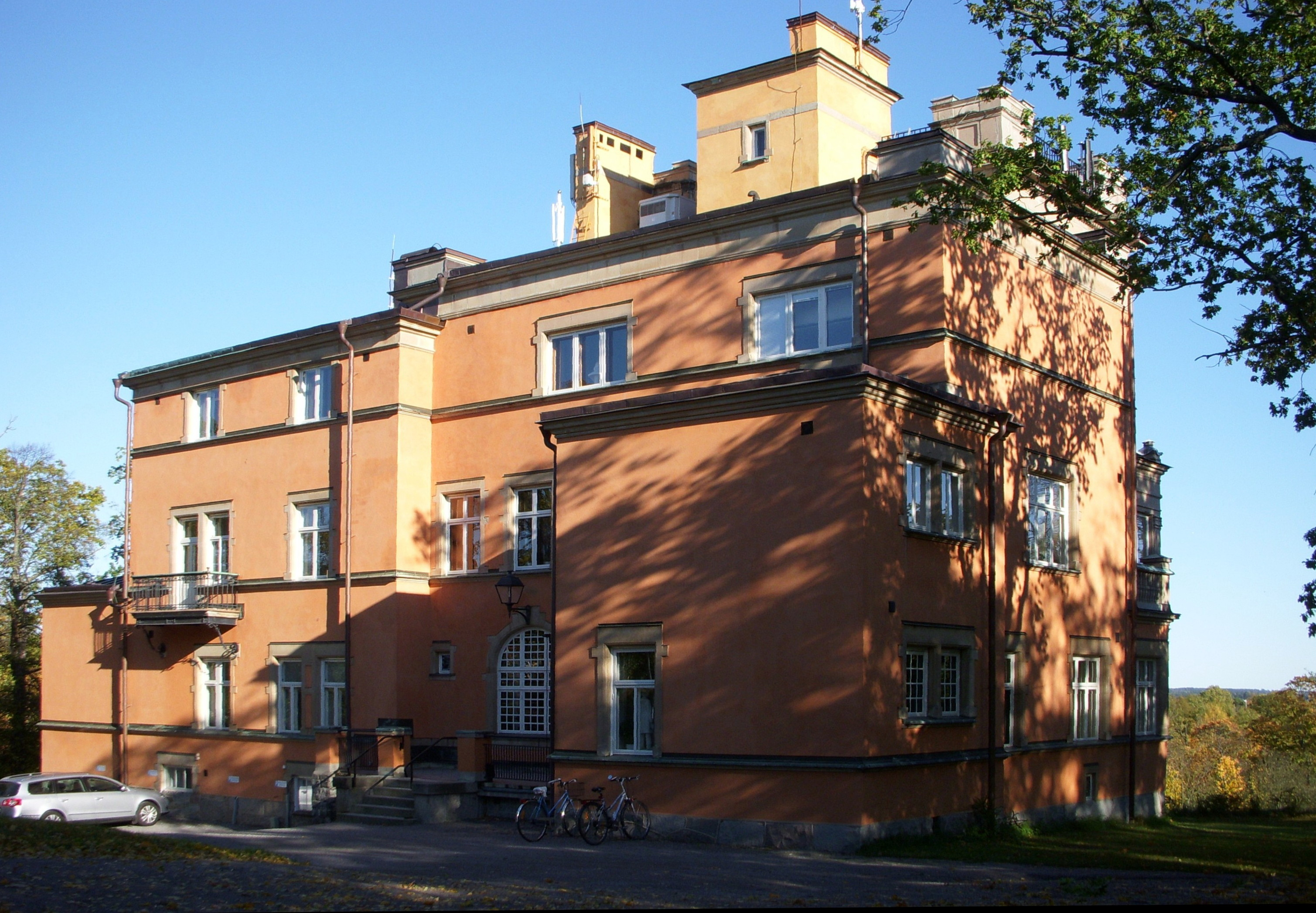
Villa Mittag-Leffler 2008.

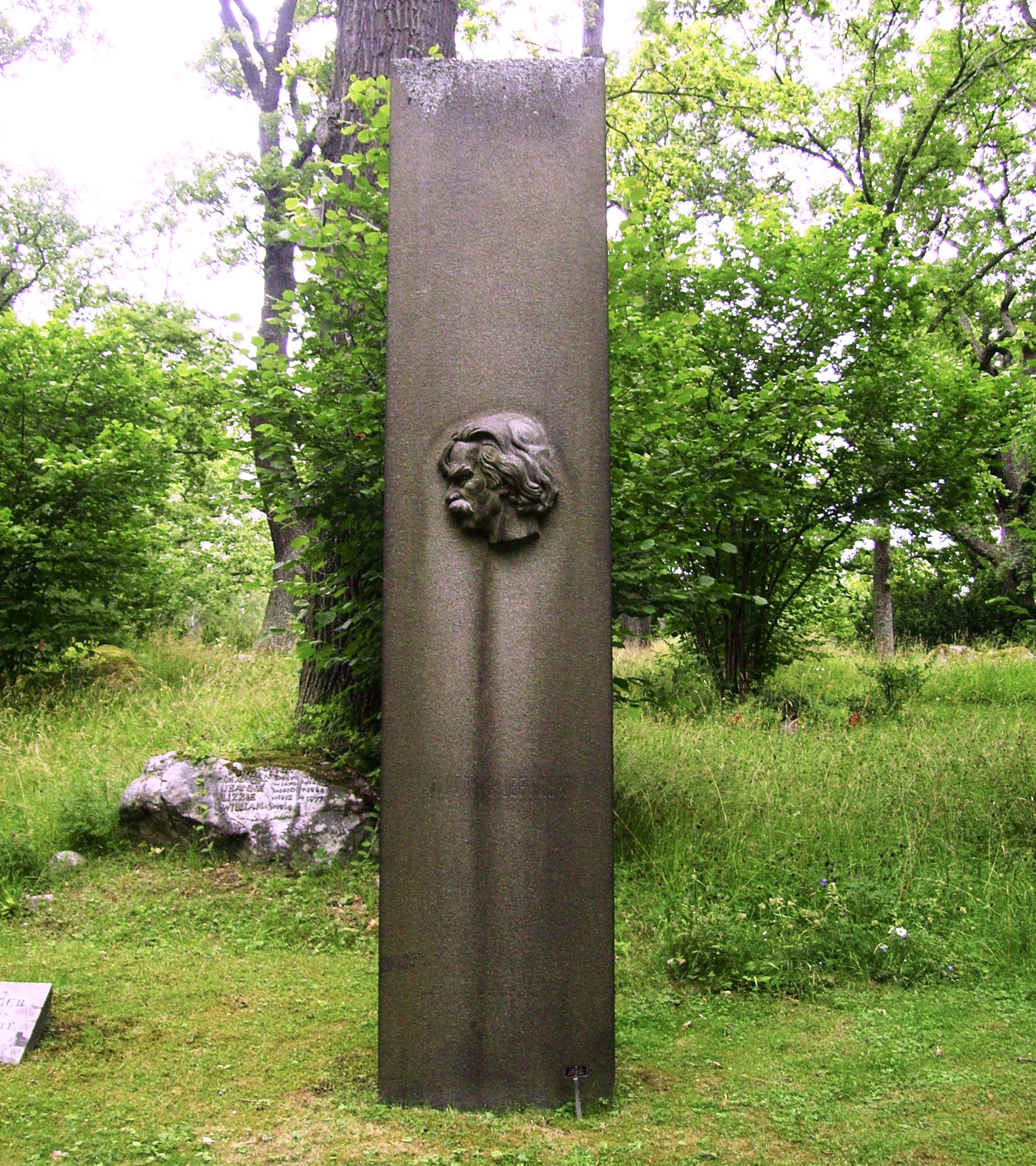
Gravvård på Djursholms begravningsplats.

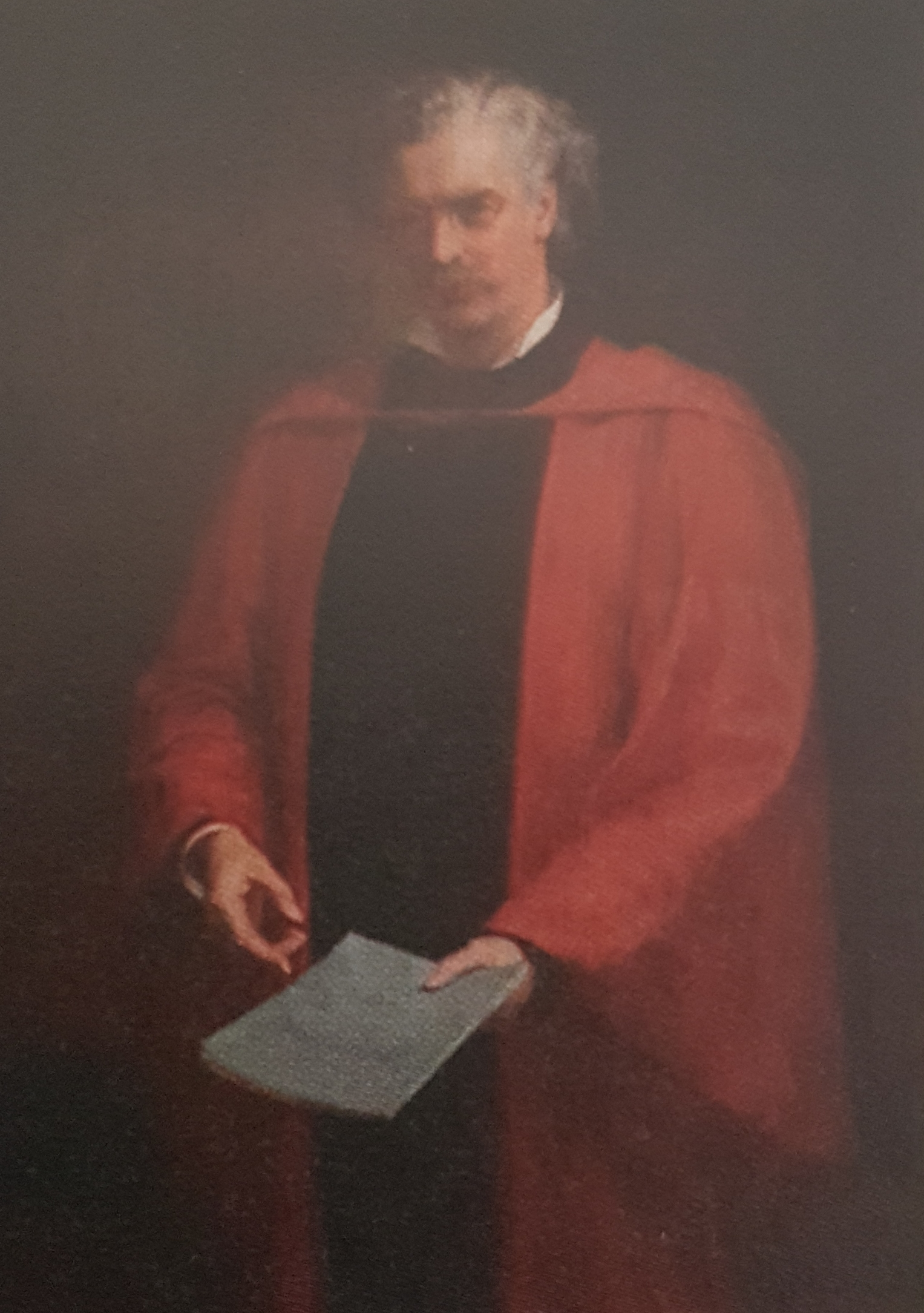
Porträttmålning av Albert Edelfelt

Magnus Gustaf (Gösta) Mittag-Leffler, född 16 mars 1846 i Stockholm, död 7 juli 1927 i Djursholm i Danderyds församling, var en svensk professor i matematik.

## Biografi

### Bakgrund
Gösta Mittag-Leffler var son till riksdagsmannen Olof Leffler och Gustava Wilhelmina, född Mittag. Släkten Leffler är en från Breslau invandrad borgarsläkt, känd från 1300-talet. Hans syster Anne Charlotte Leffler (1849–1892) var författare, brodern Frits Läffler (1847–1921) framgångsrik dialektforskare och fonetiker. Han var även bror till ingenjören Artur Leffler. År 1882 gifte sig Mittag-Leffler med Signe Julia Emilia af Lindfors, dotter till den finländska generalen Jacob Julius af Lindfors.

### Karriär
Efter studier vid Uppsala universitet möjliggjorde ett stipendium en europaresa och Mittag-Leffler blev vän med samtidens stora begåvningar, bland andra Charles Hermite och Karl Weierstrass. 
År 1872 försvarade han sin doktorsavhandling med titeln Om skiljandet af rötterna till en synektisk funktion af en variabel och blev samma år docent i matematik. Han utnämndes 1877 till professor i matematik vid Helsingfors universitet där han stannade till 1881 då han återvände till Stockholm för att samma år bli den förste matematikprofessorn. Han grundade omkring 1882 tidskriften Acta Mathematica. Åren 1891–1892 var han även rektor för Stockholms högskola, som han varit med om att grunda.
Mittag-Leffler var en av den svenska matematikens mest inflytelserika forskare med upptäckter inom bl.a. funktionsteorin och han var mycket produktiv. Mittag-Lefflers sats och Mittag-Leffler-funktionen är uppkallade efter honom. Förutom matematiska arbeten författade han också biografier över kända matematiker.
Mittag-Leffler medverkade också till att lyfta fram många viktiga matematiker som till exempel Sonja Kovalevskaja, Ivar Fredholm och Helge von Koch. Han var en stark förespråkare för kvinnoemancipation.
Mittag-Leffler var ledamot av Kungliga Vetenskapsakademien från 1883 och finansierade då förexpeditionen inför den Svensk-ryska gradmätningsexpeditionen åren 1898–1902. Han var hedersledamot av Royal Society, samt ledamot av ett trettiotal lärda samfund samt hedersdoktor vid sex utländska universitet, däribland Oxford.
I Mittag-Lefflers hem, Villa Mittag-Leffler i Djursholm, finns idag Institut Mittag-Leffler. 1910 uppförde Mittag-Leffler en större fritidsbostad i Tällberg, benämnd Tällgården, som 1944 blev Hotell Dalecarlia.
På sin 70-årsdag 1916 upprättade Mittag-Leffler en matematisk stiftelse under Vetenskapsakademiens förvaltning innefattande hans villa i Djursholm med ett omfattande bibliotek och arkiv.
Mittag-Leffler var politiskt verksam bland de konservativa nationalisterna, mot Karl Staafs regering, under borggårdskrisen 1914. I ett tal till studenter vid Stockholms högskola angrep han indirekt den liberale statsministern Karl Staaf och anklagade denne för landsförräderi. Mittag-Leffler fick först böta 400 kronor för förtal, men domen ogillades av Högsta domstolen på grund av formella fel i åtalet.
Mittag-Leffler avled i sitt hem i Djursholm av blödande magsår. Han är begravd på Djursholms begravningsplats.